# 植村諦

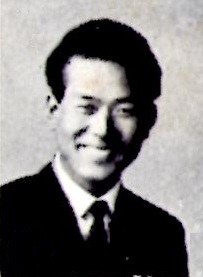
植村諦

植村 諦（うえむら たい、1903年(明治36年)8月6日 - 1959年(昭和34年)7月1日）は、日本の詩人、アナキスト。 本名は植村諦聞(たいもん)。

## 経歴
奈良県吉野郡に生まれる。仏教専門学校(現佛教大学)卒。郷里で小学校の教諭をしていたが水平社運動に関係して職を追われ、朝鮮に渡って独立運動に参加。1930年に上京して、秋山清らとアナキズム系の詩誌『弾道』『文学通信』を編集。
1934年（昭和9年）に発足した日本無政府共産党では党中央委員長兼教育部長を務めるも、翌1935年（昭和10年）に発生した日本無政府共産党事件に連座して検挙される。第二次世界大戦後の1946年（昭和21年）には日本アナキスト連盟結成に参加。『コスモス』『日本未来派』同人。

## 著書
- 『異邦人 詩集』民謡レビュー社、1932
- 『愛と憎しみの中で 植村諦詩集』組合書店、1947
- 『詩とアナキズム 詩論』国文社、1958．ピポー叢書
- 『鎮魂歌 詩とエッセイ』青磁社、1980

### 翻訳・再話
- A.ミユラアレーニング『マルクス主義対社会主義』植村諦聞訳 解放文化連盟出版部 1935
- 曲亭馬琴原作『里見八犬伝』片岡京二絵 集英社 少年少女物語文庫 1959

## 参考
1. ↑  東京でアナーキストら五十三人検挙『東京朝日新聞』昭和10年11月13日夕刊（『昭和ニュース事典第5巻 昭和10年-昭和11年』本編p183 昭和ニュース事典編纂委員会 毎日コミュニケーションズ刊 1994年）
2. ↑  岡山巖・編『現代短歌全集 第六巻』創元文庫、1952年、267頁。

- コトバンク